# Черкасский, Сергей Дмитриевич
Сергей Дмитриевич Черкасский (род. 26 февраля 1957, Ленинград) — театральный режиссёр, педагог, исследователь театра. Профессор, доктор искусствоведения.
Руководитель актёрской мастерской в Российский государственный институт сценических искусств (Санкт-Петербургская академия театрального искусства) с 1998 по настоящее время. Признанный эксперт по системе Станиславского и театральной педагогике (проводил мастер-классы по системе Станиславского более чем в сорока театральных школах в почти двадцати странах мира).
Заслуженный деятель искусств Республики Бурятия. Лауреат международной премии К. С. Станиславского, лауреат премии «Театральный роман».

## Биография
Родился в Ленинграде в доме на Фонтане напротив Цирка. Учился в школах № 183 и № 213 с углубленным изучением английского языка.
В 1974 году поступил в ЛГУ им. А.А. Жданова на физический факультет, кафедра теоретической и прикладной молекулярной спектроскопии.
Творческую деятельность начал в 1975 году артистом миманса Кировского театра (принимал участие в операх «Дон Карлос», «Декабристы». «Псковитянка», балетах «Спартак», «Лебединое озеро» и др.)
В 1977 году пришел в Студенческий театр (Театр-студию) ЛГУ им. А. А. Жданова. Играл в отрывках, поставленных Варварой Борисовной Шебалиной, Александром Михайловичем Галиным. Дебютировал в спектакле «Кто боится Дизи Гилеспи?» Аллы Соколовой в постановке Андрея Толубеева, потом играл главные роли в спектаклях Вадима Голикова — Ушастый в спектакле «Две стрелы» А. М. Володина и в «Девочки, к вам пришел ваш мальчик» по пьесам Л. С. Петрушевской.
В 1980 окончил Ленинградский государственный университет (специальность физик, диплом с отличием) и был распределен в Физико-технический институт АН СССР им. Иоффе. Летом 1980 был командирован из Физтеха в Москву для ведения научной работы, но просидел более месяца на репетициях спектакля «Лето и дым» у Анатолия Эфроса в Театре на Малой Бронной. Общение с А. В. Эфросом окончательно подтолкнуло к смене профессии. И в 1980 году С. Д. Черкасский поступил в ЛГИТМИК в класс профессора М. В. Сулимова (который в 1930-х годах учился в ГИТИСе у В. С. Смышляева и И. Н. Берсенева, прямых учеников соответственно К. С. Станиславского и В. И. Немировича-Данченко).
В 1985 году окончил Ленинградский институт театра, музыки и кинематографии (режиссёр драмы, класс профессора М. В. Сулимова, диплом с отличием). Дипломный спектакль «Зинуля» А. Гельмана поставил в Иркутске, в Театре им. Н. Охлопкова.
По окончании ЛГИТМИКа работал режиссёром в Смоленском драматическом театре (1985—1988), режиссёром-стажером в Академическом Театре им. Моссовета в Москве (1988—1990), режиссёром в Ленинградском театре на Литейном (1991), режиссёром и главным режиссёром Красноярского краевого драматического театра им. А. С. Пушкина (1991—1994, ставил разовые спектакли в театрах Санкт-Петербурга (Театр Комиссаржевской, Театр на Литейном, Театр на Васильевском), Екатеринбурга (ТЮЗ), Рязани (ТЮЗ), Ростова (Ростовский театр драмы имени М. Горького), Вологды (Вологодский драматический театр). Всего поставил более тридцати спектаклей, среди них пьесы Грибоедова, Островского, Булгакова, Шекспира, Шоу, Мюссе, Эрдмана, Ануя.
Также ставил спектакли в Великобритании, США, Австралии, Румынии, Эстонии; среди них — «Утиная охота» А. Вампилова (RADA — Королевская академия драматического искусства, Лондон, 2007), «Ревизор» Н. Гоголя в Национальном театре Румынии (Бухарест, 2002) «Бег» М. Булгакова (NIDA — Национальная академия драматического искусства, Сидней, 2010), «Капризы Марианны» А. Мюссе (Русский драматический театр Эстонии, Таллинн, 1998).
С 1991 года начал педагогическую деятельность в Санкт-Петербургской академии театрального искусства (ныне Российский государственный институт сценических искусств).
С 1998 года руководит актёрской мастерской
В 2019 году был членом Жюри Российской Национальной театральной премии «Золотая маска»

## Семья
Отец — Черкасский Дмитрий Абрамович (1924—1989), композитор, полковник, зав. кафедры электротехники Пушкинского высшего военного инженерного командного училища (ПВВИСКУ), выпускник Ленинградской консерватории (класс В. В. Щербачёва), автор мемуаров «Записки балетомана. Пятьдесят лет в партере Кировского театра» (М.: АРТ, 1994. Автор предисловия — В. М. Красовская). Архив Д. А. Черкасского хранится в ЦГАЛИ СПб
Мать — Грибоедова Елена Адриановна (1927—1960), врач, кандидат медицинских наук.
Дед — Грибоедов Адриан Сергеевич (4 сентября (23 августа) 1875, Санкт-Петербург — 18 июня 1944, Пятигорск) — российский, советский педиатр, невролог и детский психиатр, педолог, дефектолог. Доктор медицины, профессор. Один из основателей ленинградской школы детских медицинских психологов; организатор Обследовательского детского института им. Грибоедова; ректор Петроградского педагогического института социального воспитания нормального и дефективного ребёнка; организатор детского здравоохранения в Ленинграде. Внучатый племянник драматурга и дипломата Александра Сергеевича Грибоедова.
Жена — Кондрашова Галина Михайловна, актриса, режиссёр по пластике, педагог сценического движения (ученица Аркадия Борисовича Немеровского), балетмейстер (балетную школу получила от ученицы А. Я. Вагановой И. К. Джавровой), в 1998—2016 преподавала в СПбГАТИ-РГИСИ, где вела предмет основы сценического движения (сокращенно — ОСД), поэтому, обыгрывая инициалы руководителя мастерской, студенты шутливо называли Галину Михайловну «основы СД»).

## Режиссёрские работы
- О. Кучкина, А. Журбин «Авдотья-суперстар»
- А. Гельман «Зинуля»
- А. Гладков «Давным-давно»
- А. Островский «За чем пойдешь, то и найдешь»
- Н. Павлова «Вагончик»
- Н. Семенова «Девки, в круг!» показ спектакля в Москве, в Театре на Таганке в рамках Смотра лучших

спектаклей Театра Дружбы народов, 1987
- Н. Эрдман «Самоубийца»
- В. Дозорцев «завтрак с неизвестными»
- О. Кавун «Уроки в конце весны»
- В. Мережко «День рождения — день смерти»
- А. Грибоедов «Кто брат, кто сестра, или Обман за обманом»
- А. Грибоедов «Притворная неверность»
- А. Грибоедов «Я молод, влюбчив и охотно порю вздор…»
- Б. Шоу «Великая Екатерина»
- У. Шекспир «Мера за меру»
- Б. Шоу «Императорский театр» («Избранник судьбы» и «Великая Екатерина»)
- Ж. Ануй «Приглашение в замок»
- П. Шеффер «Темная история»
- А. Мюссе «Капризы Марианны»
- Ш. де Лакло — К. Хэмптон «Опасные связи»
- Н. Гоголь «Ревизор»
- А. Вампилов «Утиная охота»
- М. Булгаков «Бег»

## Педагогическая деятельность
С 1991 года преподает в Санкт-Петербургской государственной академии театрального искусства, ныне Российский государственный институт сценических искусств:
1991—1994 — педагог, курс режиссёров документального кино П. С. Когана и В. Н. Григорьева
1996—1998 — педагог, курс режиссёров Г. М. Козлова
с 1998 — руководитель актёрской мастерской, выпуски 2002, 2006, 2012, 2016, 2020, 2024 годов,
с 2018 — руководитель программ магистратуры «Методология режиссёрско-педагогического творчества», «Режиссёр-педагог сценического искусства»

## Дипломные спектакли мастерской С. Д. Черкасского в СПбГАТИ — РГИСИ

### Выпуск 2002 года
- «Игра в сорок четыре руки» (20 спектаклей сыграно на сцене МДТ—Театра Европы)
- «Борьба за огонь» по мотивам романа Ж. Рони Старшего
- «Кто брат, кто сестра, или Обман за обманом» А. Грибоедова
- «Детский сад»
- «Прочитаем „Бурю“ вместе» по У. Шекспиру
- «Поехали!»

Педагоги мастерства — А. В. Князьков, Я. М. Тумина, Э. Жалцанов, Б. Жалцанова

### Выпуск 2006 года
- «Наш городок» Т. Уайлдера
- «Мера за меру» У. Шекспира
- «Обыкновенное чудо» Е. Шварца
- «Служанки» Ж. Жене

Педагоги мастерства — Н. С. Лапина, В. В. Любский, А. В. Толшин

### Выпуск 2012 года
- «Светлые души» В.Шукшина
- «Время и семья Конвей» Дж. Б. Пристли
- «Танцуем живопись», пластические импровизации.
- «Зеркало сцены», музыкальный спектакль
- «Варшавская мелодия» Л. Зорина
- «Умру за театр!» К. Симидзу
- «Летит» О. Мухиной
- «Человек-подушка» М. МакДонаха
- «Риск» Э. де Филиппо

Педагоги мастерства — Н. С. Лапина, В. В. Любский, А. И. Кладько, А. Ю. Потемкин, Г. И. Бызгу, Е. Е. Кузина

### Выпуск 2016 года
- Г. Гейрманс «Гибель „Надежды“» (Сергей Черкасский, Наталия Лапина, Виталий Любский)
- И. С. Тургенев Месяц в деревне (Виталий Любский)
- Ч. Диккенс. Сказка о семейном счастье, или Сверчок на печи (Наталия Лапина)
- П. Мариво Двойное непостоянство (Валерий Галендеев, Любовь Мочалина)
- Ф. Достоевский «Белые ночи» (Борис Голубицкий)
- А. Гельман. «Скамейка» (Евгений Зайд)
- Б. Вегенаст «Хочу быть волком» (Анна Бычкова)
- И. Вырыпаев «Иллюзии»(Сергей Черкасский, Любовь Мочалина)

Педагоги мастерства — Н. С. Лапина, В. В. Любский, Е. И. Зайд

### Выпуск 2020 года
- Дж. Д. Сэлинджер «Над пропастью во ржи» страницы романа в 3-х частях. Постановка, инсценировка и сценография
- С. Д. Черкасского и В. В. Любского
- У. Шекспир «Сон в летнюю ночь» комедия в одном действии. Режиссёр — А. М. Козин. Руководитель постановки — С. Д. Черкасский
- «Дом» спектакль по рассказам, записанным в Доме ветеранов сцены. Постановка С. Д. Черкасского, режиссёр — Е. А. Кузьмина
- А. Володин «Дульсинея Тобосская». героическая комедия в 2-х действиях. Постановка В. В. Любского
- «Три мушкетера» фехтовальные этюды по мотивам романа А. Дюма. Режиссёр-фехтмейстер — С. С. Ваганова, балетмейстер — К. А. Михеева, руководитель постановки — С. Д. Черкасский
- Б. Брехт «Святая Иоанна скотобоен» экзамен по речи в 2-х действиях. Постановка В. Н. Галендеева (премьера спектакля 7 мая 2020 не состоялась из-за коронавируса)

Педагоги мастерства — В. В. Любский,

### Выпуск 2024 года
- «Таланты и поклонники» А. Н. Островского. Постановка С. Д. Черкасского. Режиссёры Ю. Макарова и К. Стрелец.
- «Антоновки» по письмам и воспоминаниям современниц А. П. Чехова. Постановка В. Любского. Руководитель постановки — С. Д. Черкасский.
- «Тарарабумбия» по рассказам А. П. Чехова. Постановка В. Любского.
- «Заповедник» по повести С. Довлатова. Постановка В. Любского.
- «Дважды любимая» по роману А. де Ренье. Руководитель постановки В. Н. Галендеев, режиссёры В. Чухланцев (мастерская Г. Р. Тростянецкого) и Д. Каширин

Педагоги мастерства — В. В. Любский, Ю. В. Макарова, К. М. Стрелец, А. М. Козин

## Научная деятельность
В 2003 году защитил кандидатскую диссертацию «Проблема режиссёрско-педагогической преемственности: формирование режиссёрской школы М. В. Сулимова» (кандидат искусствоведения, специальность 17.00.01 — Театральное искусство).
В 2012 году защитил докторскую диссертацию «Режиссёрско-педагогическая деятельность Р. В. Болеславского и Л. Страсберга 1920—1950-х гг. как опыт развития системы Станиславского» (доктор искусствоведения, специальность 17.00.01 — Театральное искусство).
С 2024 г. — главный научный сотрудник научно-методической лаборатории Российского государственного института сценических искусств

## Публикации

### Книги
- Черкасский С. Д. Валентин Смышляев — актёр, режиссёр, педагог. СПб.: СПбГАТИ, 2004. 91 c.
- Черкасский С. Д. Режиссура Сулимова, или Предощущение педагогики // Сулимов М. В. Посвящение в режиссуру / Вступ. ст. и составл. — Черкасский С. Д. СПб.: Изд-во СПбГУ, 2004. С. 5- 60.
- Черкасский С. Д. Станиславский и йога. СПб: СПбГАТИ, 2013. 88 с.
- Режиссёрская школа Сулимова: Сб. статей и материалов / Автор-составитель С. Д. Черкасский. СПб.: СПбГАТИ, 2013. 556 с.: 16 л. цв. ил.
- Черкасский С. Д. セルゲイ・チェルカッスキー (Станиславский и йога). Токио: Мирай-са, 2015. 147 + (13) с.
- Sergei Tcherkasski. «Stanislavsky and Yoga». London — New York — Holstebro — Malta — Wrocław: Routledge / Icarus, 2016—126 p.
- Черкасский С. Д. Мастерство актёра: Станиславский — Болеславский — Страсберг: История. Теория. Практика. СПб: РГИСИ, 2016. — 816 с. — 403 фото.
- «Надежда» на Моховой — 100 лет спустя. Опыт реконструкции театральной педагогики Первой студии МХТ / Автор-составитель — С. Д. Черкасский СПб: Балтийские сезоны, 2016—104 с. — 195 цв. илл.
- Черкасский С. Д. Станиславский и йога. Изд. 2-е испр. и доп. СПб: Изд-во РГИСИ, 2018. 112 с.
- Tcherkásski, Serguei. «Stanislávski e o Yoga». San Pаulo: E Realizacoes Editora, 2019.126 p.

### Статьи в коллективных монографиях
- Ричард Болеславский меж огней в Москве 1917-го. Главы из книги Р. В. Болеславского «Пики вниз: Меж огней в Москве». Публикация, перевод, вступительная статья, составление, подбор иллюстраций и комментарии С. Д. Черкасского // Мнемозина. Документы и факты из истории отечественного театра XX века. Выпуск 7 / Редактор-составитель В. В. Иванов. — М.: «Индрик», 2019. С. 93-196.
- Tcherkasski S. 'Twofaced Giovanni Grasso and his great spectators, or What Stanislavsky, Meyerhold and Strasberg Actually Stole from the Sicilian Actor' in ‘The Italian Method of La Drammatica, Its Legacy and Reception’, Mimesis/Eterotopie, Milan, 2014. pp. 109—132.
- Michajlova, Irina and Tcherkasski, Sergei. ‘Towards a History of Russian Translations of Dutch Literature. Herman Heijermans and his play The Good Hope in Russia’ in Dutch and Flemish Literature as World Literature. Edited by Theo D’haen. London: Bloomsbury Academic, 2019. P. 161—182.
- Tcherkasski Sergei. ‘Mar Sulimov’s School of Directing: A Case Study of the Production «Shoo, Death, Shoo!»" in Russian Theatre in Practice. Ed. By Amy Skinner. London: Methuen Drama. Bloomsbury Publishing, 2019. P. 141—160.
- Czerkasski Siergiej. Lekcje mistrzostwa aktorskiego Ryszarda Bolesławskiego — wiek XX, wiek XXI //Ryszard Bolesławski. Jego twórczość i jego czasy" / Ed. Barbara Osterloff. Warsaw: Akademia Teatralna im. Aleksandra Zelwerowicza, 2018. P. 293—330
- Tcherkasski Sergei. Richard Boleslavsky’s Lessons in Acting: From the 20th to the 21st Century // Richard Boleslawski — his work and his times / Ed. Barbara Osterloff. Warsaw: Akademia Teatralna im. Aleksandra Zelwerowicza, 2018. P. 331—355.
- Черкасский С. Д. Русская судьба голландской пьесы: «Гибель „Надежды“» Германа Гейерманса в Первой студии МХТ (1913) и в Санкт-Петербургской академии театрального искусства (2015) // Монография посвященная 20-летию работы Голландского института в СПб. Amsterdam: Amsterdam University, 2019 —

## Фильмография
«ХМЕЛИТА» (Ленинградская студия документальных фильмов, 1992)
«СТАНИСЛАВСКИЙ и ЙОГА» (ГТРК «Культура», 2016. 44 мин) 
«В фильме театральный режиссёр и педагог Сергей Черкасский беседует о месте йоги в работе актёра с ведущими практиками современного мирового театра: режиссёром Анатолием Васильевым, драматургом Иваном Вырыпаевым, бельгийским режиссёром Люком Персевалем, художественным руководителем Молодёжного театра на Фонтанке Семеном Спиваком, а также исследователем творчества Гротовского — Натэллой Башинджагян, архимандритом Исидором и молодыми актёрами.
В основе фильма — книга „Станиславский и йога“ Сергея Черкасского, доктора искусствоведения, профессора РГИСИ (Санкт-Петербургской государственной академии театрального искусства). Режиссёр — А. В. Торстенсен, оператор — Е. Н. Тимохин, автор сценария — С. Д. Черкасский»